# Mageragere
 (mai 2025).
La mise en forme du texte ne suit pas les recommandations de Wikipédia : il faut le « wikifier ».
Les points d'amélioration suivants sont les cas les plus fréquents. Le détail des points à revoir est peut-être précisé sur la page de discussion.
- Les titres sont pré-formatés par le logiciel. Ils ne sont ni en capitales, ni en gras.
- Le texte ne doit pas être écrit en capitales (les noms de famille non plus), ni en gras, ni en italique, ni en « petit »…
- Le gras n'est utilisé que pour surligner le titre de l'article dans l'introduction, une seule fois.
- L'italique est rarement utilisé : mots en langue étrangère, titres d'œuvres, noms de bateaux, etc.
- Les citations ne sont pas en italique mais en corps de texte normal. Elles sont entourées par des guillemets français : « et ».
- Les listes à puces sont à éviter, des paragraphes rédigés étant largement préférés. Les tableaux sont à réserver à la présentation de données structurées (résultats, etc.).
- Les appels de note de bas de page (petits chiffres en exposant, introduits par l'outil «  Source ») sont à placer entre la fin de phrase et le point final[comme ça].
- Les liens internes (vers d'autres articles de Wikipédia) sont à choisir avec parcimonie. Créez des liens vers des articles approfondissant le sujet. Les termes génériques sans rapport avec le sujet sont à éviter, ainsi que les répétitions de liens vers un même terme.
- Les liens externes sont à placer uniquement dans une section « Liens externes », à la fin de l'article. Ces liens sont à choisir avec parcimonie suivant les règles définies. Si un lien sert de source à l'article, son insertion dans le texte est à faire par les notes de bas de page.
- La présentation des références doit suivre les conventions bibliographiques. Il est recommandé d'utiliser les modèles {{Ouvrage}}, {{Chapitre}}, {{Article}}, {{Lien web}} et/ou {{Bibliographie}}. Le mode d'édition visuel peut mettre en forme automatiquement les références.
- Insérer une infobox (cadre d'informations à droite) n'est pas obligatoire pour parachever la mise en page.

Pour une aide détaillée, merci de consulter Aide:Wikification.
Si vous pensez que ces points ont été résolus, vous pouvez retirer ce bandeau et améliorer la mise en forme d'un autre article.
Mageragere est un secteur (umurenge) du district de Nyarugenge de la province de Kigali, au Rwanda. Il est situé dans la partie ouest de la ville de Kigali.

## Géographie
Mageragere couvre une superficie de 54,65 km2 à l'altitude maximale de 1 810 mètres.Le secteur est délimité à l'ouest et au sud par la rivière Nyabarongo.

## Démographie
En 2012, Mageragere comptait une population de 23 407 habitants.
Selon le recensement de 2022, Mageragere comptait une population totale de 59 747 habitants, dont 34 038 hommes et 25 709 femmes. L' autorité Rwandaise de gestion de l'environnement a suggéré que ce déséquilibre hommes-femmes s'explique par la tendance des hommes à migrer vers la ville à la recherche d'un emploi en dehors du secteur agricole, tandis que leurs épouses restent dans le foyer rural.
En 2022, Mageragere affichait un taux d'urbanisation de 59 % contre 41 % pour les zones rurales. Environ un tiers de la population (32,7 %) avait moins de 15 ans, 64,4 % se situaient dans la tranche d'âge de 15 à 64 ans, tandis que 2,9 % avaient plus de 64 ans.

## Secteurs
Le district Nyarugenge compte dix secteurs administratifs (appelés "imirenge" en Kinyarwanda: Gitega, Kanyinya, Kigali, Kimisagara, Mageragere, Muhima, Nyakabanda, Nyamirambo, Nyarugenge et Rwezamenyo.

## Lieux habités
La municipalité comprend la localité de Butamwa et est subdivisée en les entités suivantes : Kankuba, Kavumu, Ntungama, Runzenze, Nyarurenzi, Mataba et Nyarufunzo.